# Карлос Агилера
Карлос Агилера (шп. Carlos Alberto Aguilera Nova; Монтевидео, 21. септембар 1964) је бивши уругвајски професионални фудбалер који је играо као нападач. Представљао је Уругвај на међународном нивоу, одигравши укупно 64 утакмице и за то време постигао је 22 гола. Играо је за Пењарол и Насионал. Такође је играо за репрезентацију Уругваја више од 15 година, а за време боравка у италијанској лиги био је играч Ђенове. С Пењаролом је био петоструки шампион лиге између 1994. и 1997. године, у периоду познатом као Друго златно доба Пенарола, као и 1999.
Професионалну фудбалску каријеру је завршио 24. јуна 2000. године с опроштајном утакмицом на стадиону Сентенарио, окружен великим личностима тог времена као што су Франсесколи, Марадона, Иво Басаји и Марко Ечевери. У дворану славних Ђенове уврштен је 2013. године заједно са још десет играча.

### Учешће на СП
| Светско првенство       | Држава  | Резултат      |
| ----------------------- | ------- | ------------- |
| Светско првенство 1986. | Мексико | Осмина финала |
| Светско првенство 1990. | Италија | Осмина финала |

### Учешће на Копа Америка
| Издање             | Држава              | Резултат |
| ------------------ | ------------------- | -------- |
| Копа Америка 1983. | Без државе домаћина | Шампион  |